# Ansar al-Islam

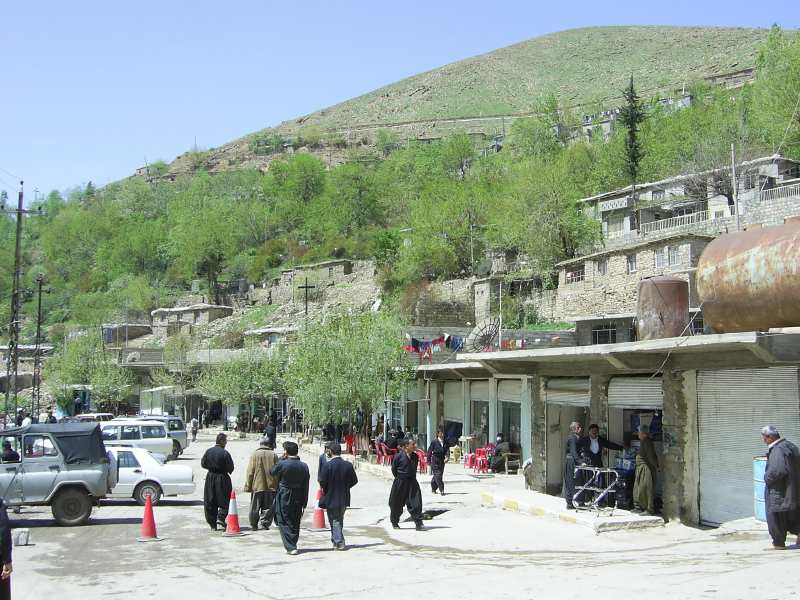
Biyara, prop de la frontera amb Iran, centre principal d'Ansar al-Islam

Els Defensors de l'Islam o Partisans de l'Islam (en Kurd: ئەنسارولئیسلام; Ensarulîslam) és un grup militant i separatista islamista kurd. Ansar al islam barreja el nacionalisme kurd amb l'islam radical. Va ser establert al nord de l'Iraq al voltant de la regió del Kurdistan per islamistes kurds que eren antics talibans i antics membres d'Al-Qaeda, que tornaven de l'Afganistan, l'any 2001. El seu motiu és establir un estat islàmic al voltant de la regió del Kurdistan.

## Fundació
Es va fundar a Biyara i Tawela al nord-est d'Halabja, en el setembre de l'any 2001 per la unió de Jund al-Islam (Soldats de l'Islam) d'Abu Abdallah al-Shafi'i, un petit grup armat, i un sector que es va escindir del Moviment Islàmic del Kurdistan (MIK) dirigida per Mullah Krekar; aquest fou el cap del grup unificat. Krekar s'oposava a l'acord del MIK amb la Unió Patriòtica del Kurdistan. El grup va establir als pobles que controlava la xaria, i es va prohibir la música i la cançó; un únic col·legi de nenes existent fou destruït i el grup religiós dels kakai (yarsanisme) fou obligat a convertir-se a l'islam. La seva força inicial era de 300 homes, alguns dels quals havien lluitat a l'Afganistan i la major part no eren ni kurds ni àrabs. Haurien rebut ajut de l'Iran.
Abans de la invasió americana de l'Iraq, agents de les forces especials (Special Activities Division SAD) van arribar a la zona per derrotar a Ansar al-Islam en cooperació amb el govern kurd. El territori fou controlat ràpidament poc abans de la invasió el febrer del 2003. Krekar va fugir a Noruega; uns quants militants van morir en la lluita i es va descobrir una fàbrica d'armament químic a Sargat, l'única descoberta a l'Iraq i justament en un territori fora del control de Saddam Hussein.
El grup va organitzar alguns atemptats: el 22 de març de 2003 un cotxe bomba que va matar diverses persones entre les quals el periodista australià Paul Moran; el 9 de setembre de 2003 a una dependència americana a Irbil que va matar 3 persones; l'1 de febrer de 2004 un suïcida es va immolar en les celebracions dels partits kurds a Irbil i va matar 109 persones i ferir a més de 200 (aquest atemptat el va reivindicar el grup Ansar al-Sunnah, els defensors de la Sunna). El setembre de 2006 onze suposats membres de l'organització foren penjats a Irbil. El desembre de 2007 Ansar al-Sunnah va reconèixer formalment que era el mateix que Ansar al-Islam i va restaurar aquest nom. El 4 de maig de 2010 Abu Abdullah al-Shafi'i, que dirigia l'organització des del 2003 fou capturat pels americans a Bagdad.